# Lygodactylus williamsi
Lygodactylus williamsi (лат. ) — редкий вид ящериц из рода карликовых гекконов семейства гекконовых, эндемик Танзании.

## Внешний вид
Мелкая ящерица. Общая длина до 85 мм, длина тела (без хвоста) до 41 мм, вес 1.8 г. Самки мельче самцов.
Доминирующие самцы окрашены в красивый ярко-голубой (лазоревый) цвет, окраска самок зеленоватая с бронзовым отливом. Молодые особи и самцы более низкого ранга окрашены как самки: зеленоватые, иногда с голубоватым отливом. Через глаз проходит чёрная полоса, а на верхней части головы имеется чёрный V—образный рисунок. У самцов горло почти полностью чёрное, у самок — с тёмными полосами. Брюхо у обоих полов оранжевое или ярко-жёлтое.

## Численность и ареал
Общая численность оценивается в 150 тыс. взрослых ящериц (2009). Ареал крайне мал и ограничен участками тропического леса Kimboza Forest и Ruvu Forest в Восточной Танзании, расположенными на высоте 180—500 м[уточнить] над уровнем моря; есть также две очень малочисленные популяции за пределами этих лесов. В этой местности господствует морской климат, характеризующийся сравнительно малой изменчивостью температуры воздуха в течение года и суток. Площадь ареала составляет 20 км², из которых только 8 км² пригодны для жизни гекконов. Площадь леса сокращается в связи с вырубкой и другой хозяйственной деятельностью.

## Образ жизни
Гекконы ведут древесный образ жизни и живут исключительно на панданусах Pandanus rabaiensis. Активны днём и демонстрируют наиболее яркую окраску при определенной температуре и ярком свете.
Самцы этого вида территориальны. Как правило, на одном дереве обитают один самец и одна или несколько самок, а также неполовозрелые ящерицы. Самец, встретив другого взрослого самца, выгибает спину и раздувает тёмное горло, кивает головой, после чего может начаться схватка.
Lygodactylus williamsi питается мелкими насекомыми, иногда пьёт нектар цветов. В качестве источника влаги использует росу и воду, скопившуюся в пазухах листьев.
Самки откладывают 2—4 яйца, помещая их в трещины коры.